# Iwan Fiediajew
Iwan Fiodorowicz Fiediajew (ros. Иван Фёдорович Федяев, ur. 1896 w Moskwie, zm. 2 września 1937) – radziecki polityk.

## Życiorys
W listopadzie 1917 wstąpił do SDPRR(b) i został komisarzem ds. nacjonalizacji banków w Moskwie, po czym w 1918 skierowano go do Nowozybkowa jako przewodniczącego Komitetu Powiatowego KP(b)U, w 1919 był tam przewodniczącym powiatowego komitetu rewolucyjnego, a następnie komisarzem 12 Dywizji Kawalerii i przewodniczącym powiatowej komisji ds. walki z bandytyzmem w Nowozybkowie. Od listopada 1921 do 1922 był przewodniczącym Komitetu Wykonawczego Homelskiej Rady Gubernialnej, od 1925 szefem jednego z departamentów Ludowego Komisariatu Finansów ZSRR, a od 1933 do maja 1934 zastępcą przewodniczącego i następnie od 9 maja 1934 do października 1935 przewodniczącym Komitetu Wykonawczego Charkowskiej Rady Obwodowej. Jednocześnie od 23 stycznia 1934 do 13 czerwca 1938 był zastępcą członka KC KP(b)U. W lutym 1936 został zastępcą przewodniczącego, a 9 września 1936 przewodniczącym Komitetu Wykonawczego Dniepropietrowskiej Rady Obwodowej (do lipca 1937). 3 lipca 1937 został aresztowany i następnie stracony podczas wielkiego terroru.